# منزل جواهری
منزل جواهری مربوط به دوره پهلوی اول است و در مشهد، خیابان اندرزگو، کوچه سرشور ۱۳، پلاک ۲۱۱ واقع شده و این اثر در تاریخ ۲۲ مرداد ۱۳۸۴ با شمارهٔ ثبت ۱۳۱۰۳ به‌عنوان یکی از آثار ملی ایران به ثبت رسیده است.